# أنطوان بورنس
أنطوان بورنس (بالإنجليزية: Antoine Burns)‏ هو لاعب كرة قدم أمريكية أمريكي، ولد في 31 أكتوبر 1979.